# Chote Chijolar
Chote Chijolar är en ort i Mexiko.   Den ligger i kommunen Tantoyuca och delstaten Veracruz, i den sydöstra delen av landet, 240 km norr om huvudstaden Mexico City. Chote Chijolar ligger 132 meter över havet och antalet invånare är 189.
Terrängen runt Chote Chijolar är platt. Runt Chote Chijolar är det ganska tätbefolkat, med 72 invånare per kvadratkilometer. Närmaste större samhälle är Tantoyuca, 6,9 km söder om Chote Chijolar. Trakten runt Chote Chijolar består till största delen av jordbruksmark.